# Шелков, Владимир Леонидович
Влади́мир Леони́дович Шелко́в (5 февраля 1952, Москва) — российский и советский журналист, около 25 лет творческой деятельности которого связано с газетой «Правда». Собственный корреспондент «Правды» в США и Канаде эпохи «перестройки» и «реформ» (1986—1996). Главный редактор газеты «Московский железнодорожник» с 16 июня 2008 года по 28 февраля 2020 года.

## Биография
Родился в Москве, на Таганке, в семье сотрудников советских спецслужб, ветеранов Великой Отечественной войны. Мать Владимира была переводчиком на Нюрнбергском процессе. В 1969 году окончил 596-ю московскую школу с физико-математическим уклоном. В 1974 году окончил факультет международной журналистики Московского государственного института международных отношений (МГИМО МИД СССР).

## В газете «Правда»
Работал в газете «Правда» с 1974 года по 1998 год корреспондентом, собственным корреспондентом в США и Канаде (1986—1996), заместителем ответственного секретаря по международному отделу «Правды»; заместителем главного редактора выпуска «Правда-5» (1996—1998). В 2001—2002 — главный редактор еженедельника «Подмосковье». В 2002—2008 — заместитель главного редактора газеты «Московская среда».
Автор более 1000 публикаций по актуальным проблемам международной политики, собеседниками Шелкова были премьер-министр Канады Брайан Малруни, председатель Всемирного совета мира Ромеш Чандра, президент СССР Михаил Горбачёв, другие известные политики конца XX века.
Владеет английским и французским языками.
Имеет правительственные награды: медаль «За трудовую доблесть» (1988) — за выполнение особо важного государственного задания за рубежом; медаль «В память 850-летия Москвы» (1997). Ветеран труда.

## Политические взгляды
Принадлежит к левым, умеренно консервативным политическим кругам. В 1978—1991 состоял в КПСС. Одним из первых журналистов международного отдела коммунистической газеты «Правда» привнёс в стилистику подачи зарубежной информации элементы политического плюрализма. Распад СССР воспринял как свою личную драму. К «перестройке» Михаила Горбачёва и реформам Бориса Ельцина относился крайне холодно. В 1994 году в качестве переводчика-синхрониста сопровождал председателя КПРФ Геннадия Зюганова в поездке по США. Сторонник просвещённого патриотизма, Шелков в 1996—1998 выступал против передачи независимой на тот момент газеты «Правда» под контроль КПРФ, пытаясь сохранить левоцентристский характер издания. После инкорпорации КПРФ в состав учредителей газеты «Правда» и резкой идеологизации редакционной политики Шелков в 1998 году вынужден был покинуть издание, с которым связана почти четверть века его творческой карьеры. С начала 2000-х годов отошёл от политической деятельности, сконцентрировавшись на региональных и отраслевых медиапроектах.

## Дальнейшая карьера
В 2008 году после раздумий и колебаний Шелков принял предложение тогдашнего начальника Московской железной дороги Владимира Старостенко возглавить газету «Московский железнодорожник», находившуюся в затяжном творческом кризисе. За три года смог вернуть старейшей железнодорожной газете России (издаётся с 1877 года) самобытное узнаваемое лицо, авторитет и популярность, сохранив её политическую неангажированность.
28 февраля 2020 года ушёл в отставку в связи с реорганизацией редакции, превращения её в региональный отдел газеты «Гудок» и упразднения должности главного редактора.

## Профессиональная позиция

Главный редактор «Московского железнодорожника» В. Шелков и его заместитель Вера Чубарова, 2013

Сторонник интермодальной сбалансированной транспортной системы в Москве. Согласно этой концепции, железные дороги играют важную и год от года возрастающую роль в решении проблемы транспортной доступности в Московском регионе. Активно продвигал идею реконструкции, электрификации и последующего открытия пассажирского движения по Малому кольцу (МЦК), что было осуществлено в 2016 году.

## Личная жизнь
Исповедует православное христианство. Увлекается игрой в теннис, рыбалкой, охотой на боровую и водоплавающую дичь. От первого брака с Ольгой Шелковой имеет сына Никиту (род. 1983). В настоящее время в зарегистрированном браке не состоит.